# Serge Kox
Serge Kox est un chercheur français en physique nucléaire. Il a travaillé entre 1998 et 2008 sur le contenu en quarks étranges du nucléon. Il a dirigé le Laboratoire de physique subatomique et de cosmologie de Grenoble entre 2007 et 2014.

## Récompenses et distinctions
- Médaille d'argent du CNRS (2002)[4]